# Osanna
Osanna von Jouarre (auch Osmanna) war eine Heilige (Fest: 16. August bzw. 9. September) und Jungfrau von Jouarre (Diözese Meaux, Frankreich).
Sie war die Schwester König Osreds von Northumbrien (705–716), floh in die Bretagne und wurde eine Reklusin (eingemauerte Nonne) in Saint-Brieuc. Noch heute genießt die Heilige Osanna vor allem in den französischen Departements Sarthe, Seine-et-Marne und in der bedeutendsten Abtei Frankreichs, St-Denis in Paris hohe Verehrung.